# Lago Simcoe
Il lago Simcoe (inglese: Lake Sincoe, francese: Lac Simcoe), situato sud dell'Ontario, in Canada, è il dodicesimo lago più grande della provincia, e il quarto d'acqua dolce dopo il lago Nipigon, il lago Seul e il lago Nipissing. È lungo circa 30 chilometri, largo 25 chilometri, ha una superficie di 722 chilometri quadrati e una profondità massima di 41 metri. Il perimetro delle acque che confluiscono nel lago (bacino idrografico) contiene una popolazione di circa mezzo milione di persone, compresa la parte settentrionale della Greater Toronto Area (GTA).
Dalla parte centrale principale partono tre appendici: a sud è situata la Baia di Cook, a ovest la Baia di Kempenfelt e a nord il lago Couchiching. Il Couchiching era un tempo considerato una terza baia del Simcoe, conosciuta come Canale di Bristol, tuttavia, gli stretti tra i due corpi idrici li separano abbastanza da considerare il primo come un lago a sé stante.
Il lago confina con la Contea di Simcoe, la Regione di Durham e la Regione di York. Nella baia di Kempenfelt è situata la città di Barrie mentre Orillia si trova all'ingresso del lago Couchiching. La città di Georgina è collocata lungo l'intera sponda meridionale ed è costituita da piccoli paesi e comunità residenziali. La città di Innisfil occupa la sponda occidentale a sud di Barrie e a nord di Bradford.
Era noto come lago Taronto fino a quando non fu ribattezzato da John Graves Simcoe, il primo Vice-governatore dell'Alto Canada, in memoria di suo padre, il capitano John Simcoe, della Royal Navy.

## Il toponimo
Il lago Simcoe è un residuo di un lago preistorico molto più ampio, noto come lago Algonquin. Il bacino di questo lago comprendeva anche il lago Huron, il lago Michigan, il lago Superiore, il lago Nipigon e il lago Nipissing. Lo scioglimento di una diga di ghiaccio alla fine dell'ultima era glaciale ha ridotto notevolmente i livelli d'acqua nella regione, lasciando i laghi di oggi.
Al momento del primo contatto europeo nel XVII° secolo, il lago era chiamato Ouentironk ("Bella acqua") dai nativi Wyandot (Uroni). Il toponimo Taronto era originariamente riferito a The Narrows (Gli Stretti), un canale attraverso il quale le acque del lago Simcoe si scaricano nel lago Couchiching. Questi restringimenti erano chiamati dai Mohawk "tkaronto", che significa "dove ci sono alberi in piedi nell'acqua", nome che fu registrato già nel 1615 da Samuel de Champlain. Gli stretti erano un importante luogo di pesca per i popoli delle Prime nazioni che vivevano nella zona, i quali usavano conficcare pali nei sedimenti per creare dighe per catturare i pesci. Una mappa del 1675 di Pierre Raffeix si riferisce al lago con il termine francese Lac Taronto e una mappa del 1687 di Lahontan lo chiama Lake Taronto, mentre il nome Tarontos Lac appare su una mappa del 1678 della Nuova Francia del cartografo Jean-Baptiste-Louis Franquelin. In seguito  molte mappe hanno adottato questo nome, sebbene si ritiene che l'ortografia più comunemente usata di Toronto sia stata introdotta dal cartografo Vincenzo Maria Coronelli in una mappa del 1695.
Il nome Toronto arrivò poi a designare l'omonima città dopo essere stato usato per indicare il Toronto Passage, un sentiero di portage che collegava il lago Ontario e la Georgian Bay passando per il lago Toronto, e che a sua volta fu usato come nome di un antico forte francese situato ai piedi del Toronto Passage, sul lago Ontario.
Il lago fu ribattezzato nel 1793 da John Graves Simcoe in memoria di suo padre, il capitano John Simcoe, che era nato nel 1710 a Staindrop, nell'Inghilterra nordorientale, e aveva prestato servizio come ufficiale della Royal Navy, morendo di polmonite a bordo della sua nave nel 1759.

## Bacino idrografico e navigazione

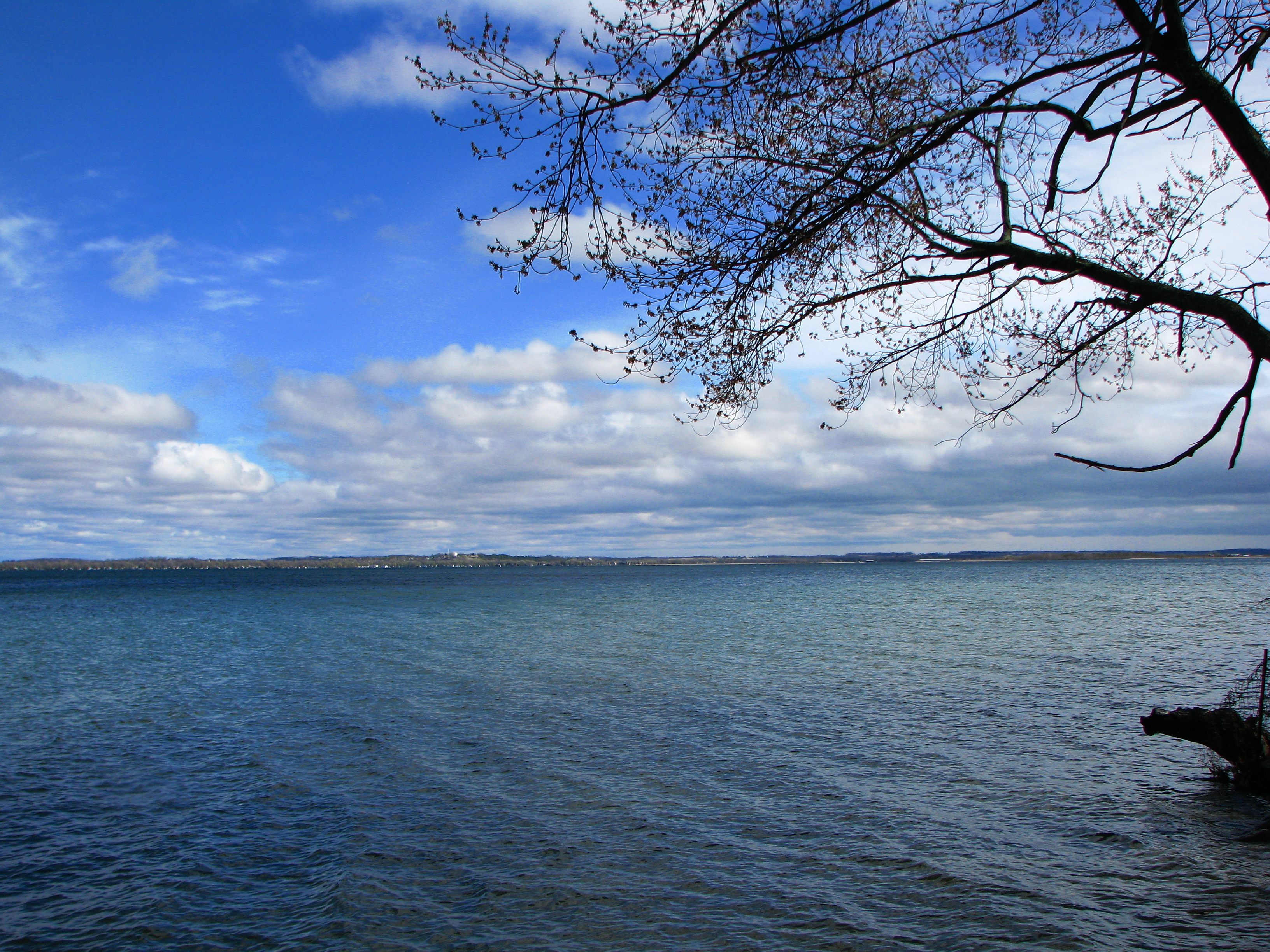
Panorama del Lago Simcoe

Un certo numero di fiumi dell'Ontario meridionale confluisce, generalmente a nord, nel lago, raccogliendo le acque da un territorio di oltre 2500 chilometri quadrati. Da est, il fiume Talbot, parte della via navigabile di Trent-Severn, è il fiume più importante che sfocia nel Simcoe, collegando il lago con il sistema dei laghi Kawartha e il lago Ontario. Dal suo collegamento con il lago Couchiching, il fiume Severn è l'unico emissario dal lago alla Georgian Bay, parte del lago Huron (il Simcoe non fa parte dei Grandi Laghi). Le chiuse del canale navigabile di Trent-Severn rendono questo collegamento navigabile.

## Isole
Il lago Simcoe contiene una grande isola, Georgina, che insieme a Snake Island e Fox Island costituisce la riserva dei "Chippewas of Georgina Island First Nation". Il lago è costellato da diverse isole minori, tra cui Thorah Island, Strawberry Island, Snake Island, Helmers Island e Fox Island. Prima del completamento della via navigabile Trent-Severn, il livello dell'acqua del lago Simcoe era piuttosto basso, consentendo ai residenti di attraversare con i carri o di camminare nelle acque che arrivavano alla caviglia fino alla terraferma. Tuttavia, quando fu completato, la falda acquifera aumentò di parecchi metri. Grape Island all'estremità nord si trova al largo di Orillia.

## Geologia e fisiografia

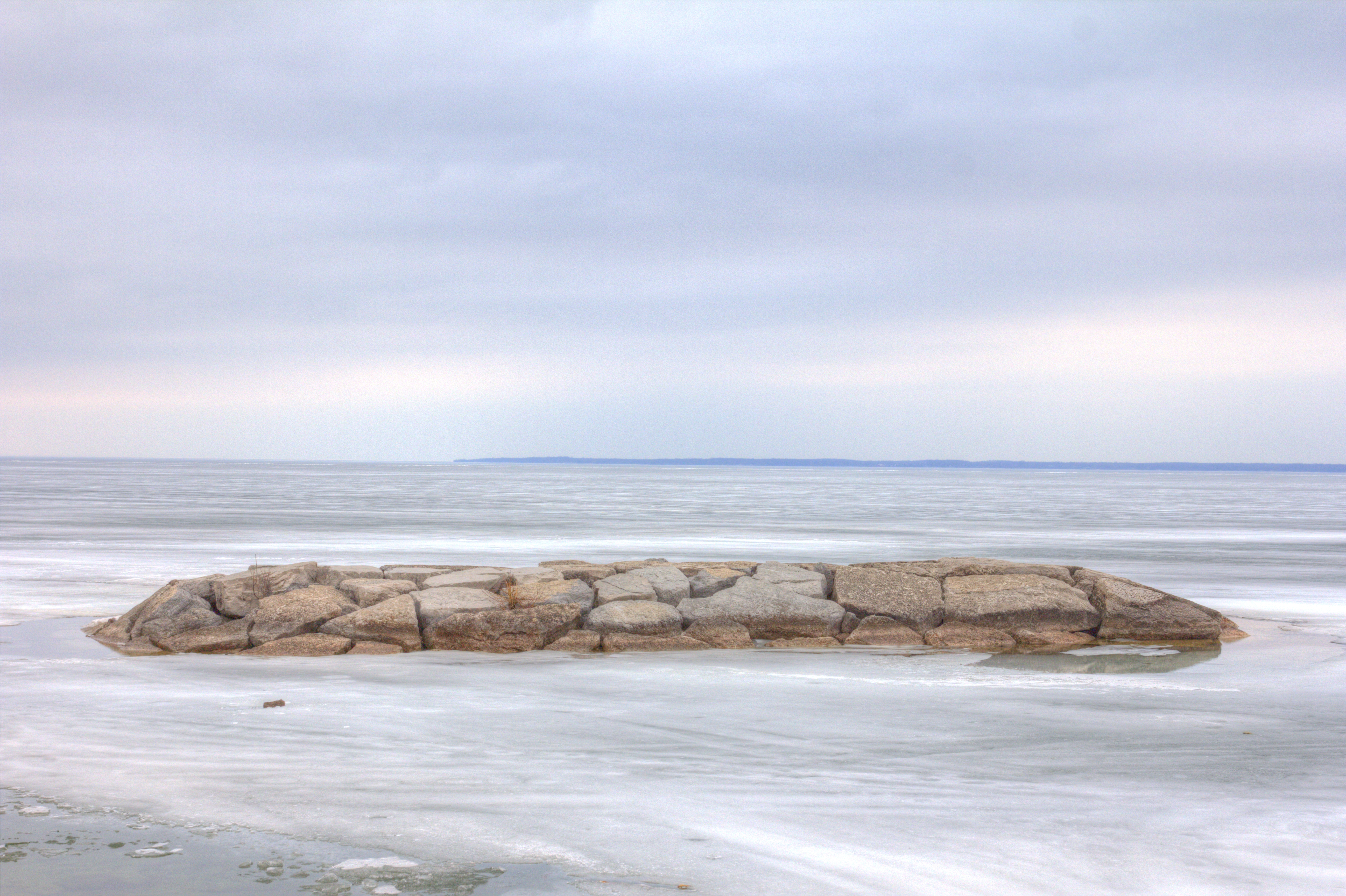
Il lago Simcoe ghiacciato, visto da Jackson Point

Il lago si trova sul calcare paleozoico del periodo Ordoviciano. Tuttavia, a causa dei profondi depositi di sedimenti glaciali, questo substrato roccioso appare esposto solo lungo la riva del lago sull'isola di Georgina. Questa roccia affiora anche lungo la riva del lago Couchiching, dove i sedimenti sono più sottili. Lo sbocco del lago all'estremità nord del lago Couchiching è controllato dal substrato roccioso precambriano che compare per primo a metà del lago. Di conseguenza, il lago si è mantenuto fino ad oggi, poiché il flusso di uscita delle acque non riesce a tagliare la roccia e quindi a drenare il lago. Diversamente accadde all'allora piccolo lago gemello, il "Lago Minesing", situato a ovest, anch'egli un residuo del Lago Algonquin. Lo sbocco di questo lago, situato vicino a Edenvale, era basato su sedimenti, che sono stati quasi interamente tagliati, drenando gran parte del lago. Oggi del lago Minesing rimane una palude, ma il laghetto si riforma per un breve periodo ogni primavera quando il deflusso delle acque inonda il bacino.
Il rimbalzo isostatico derivato dal ritiro degli ultimi ghiacciai provoca una costante ascesa del lago Simcoe, in particolare all'estremità meridionale, ed è ulteriormente responsabile dei profondi sedimenti organici che si sono accumulati nel suo braccio meridionale poco profondo, noto come Holland Marsh. Qui i depositi organici creati dalla vegetazione hanno ampiamente tenuto il passo con il costante aumento del livello delle acque e oggi supportano una vasta orticoltura. Tutti i fiumi e la maggior parte dei corsi d'acqua che sfociano nel lago hanno bocche larghe, profonde e navigabili come conseguenza delle acque in aumento che sommergono i canali fluviali.

## Problemi ambientali
Il lago Simcoe è stato vittima di una significativa eutrofizzazione, ha visto un drammatico declino di alcune specie di pesci quali la trota di lago e il coregone, insieme a un aumento delle fioriture di alghe e alla crescita delle erbe acquatiche. Le emissioni di fosforo da entrambe le fonti urbane e rurali hanno sconvolto l'ecosistema del lago e favorito un'eccessiva crescita delle piante acquatiche, aumentando le temperature dell'acqua e diminuendo i livelli di ossigeno, rendendo così inospitali i limitati habitat riproduttivi.
Il lago Simcoe è stato vittima dell'invasione di specie quali cozza zebra, salcerella, crappie nero, pulce spinosa, ghiozzo a testa grossa, gambero rugginoso e millefoglio euroasiatico.
La cozza zebra, arrivata nelle acque del Nord America nel 1985, è originaria dell'area del Mar Nero e del Mar Caspio e si pensa che sia stata portata in Nord America con la zavorra dei mercantili. Le cozze zebre sono particolarmente dannose per il lago Simcoe perché aumentano la chiarezza dell'acqua permettendo alla luce solare di penetrare sul fondo del lago, dove possono crescere più alghe e erbe acquatiche, accelerando il processo di eutrofizzazione. Lo sperlano arcobaleno è un'altra specie introdotta e osservata per la prima volta nei primi anni 1960. Si credeva che competesse con il coregone nativo del lago e che fosse in qualche modo responsabile del declino delle popolazioni dei coregoni.
Diverse organizzazioni, come la Lake Simcoe Environmental Management Strategy (LSEMS), la Lake Simcoe Conservation Foundation e la Lake Simcoe Region Conservation Authority, stanno compiendo sforzi per correggere alcuni dei problemi ambientali del lago.